# Goda gärningar

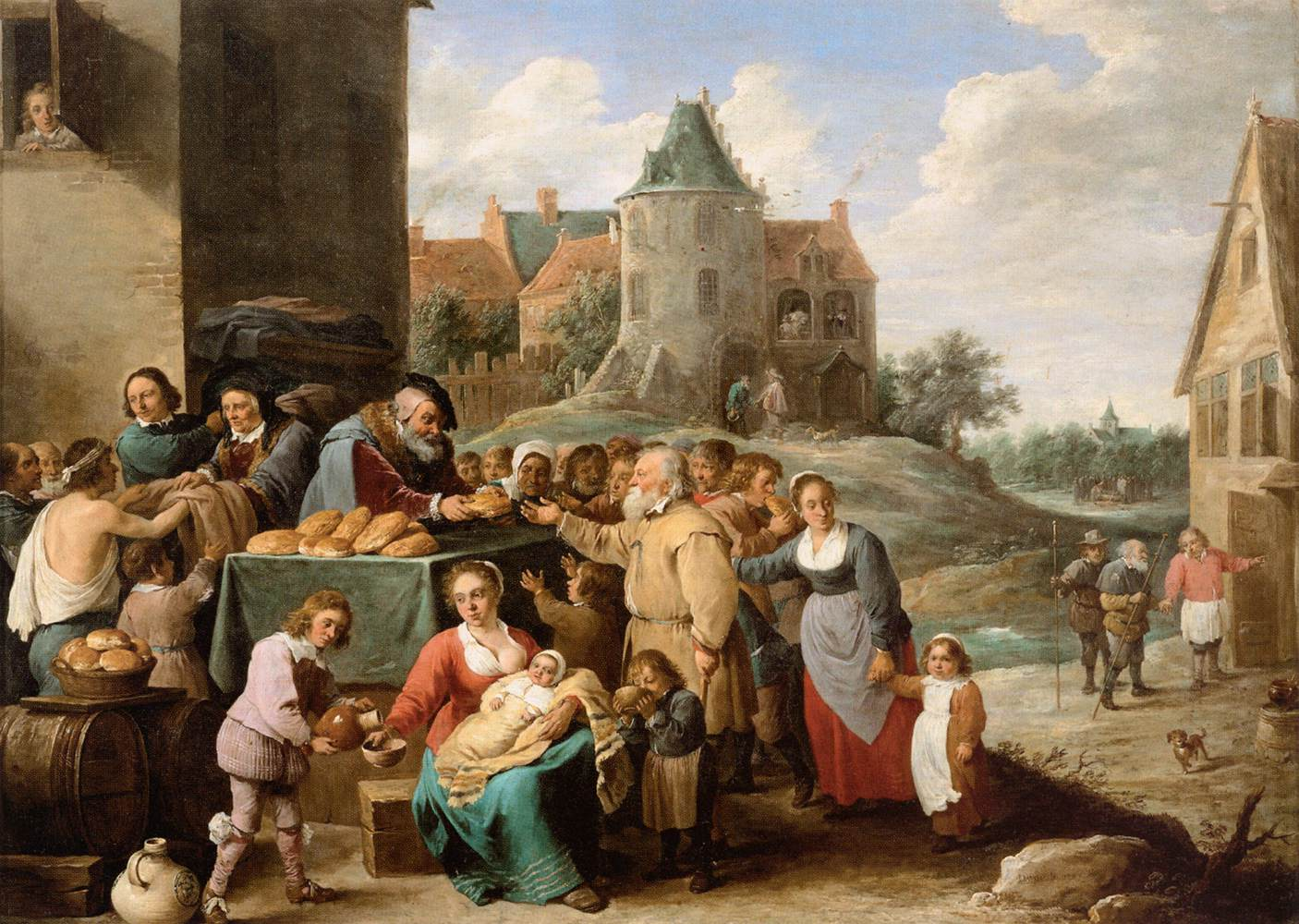
De sju goda gärningarna skildras i en målning av David Teniers den yngre. Bröd delas ut för att mätta de hungriga.

Goda gärningar ingår i den filosofiska dygdetikens område. Exempel finns inom judisk och kristen lära.